# Tomberg
Tomberg je priimek več oseb:
- Richard Tomberg (1897–1982), estonski general
- Valentin Arnoldevič Tomberg (1900–1973) ruski mistik